# 熊正美
熊正美（1929年—），曾用名熊津舟，男，土家族，湖南大庸人，生于上海，中国电力工程师，曾任电力科学研究院研究生部教授、高级工程师，第七、八、九届全国政协委员。